# 사천도서관
사천도서관은 대한민국 경상남도 사천시 사천읍 평화2길 21에 위치한 공공도서관이다.

## 연혁
- 1991년 8월 17일 개관.
- 2001년 2월 19일 지역평생학습관으로 지정.
- 2003년 5월 26일 디지털자료실 개실.
- 2008년 1월 학교도서관지원 제4센터로 지정.
- 2013년 2월 1일 웹접근성 홈페이지 개편.

## 시설
- 지하 : 시청각실
- 1층 : 어린이자료실, 관장실, 행정실
- 2층 : 디지털자료실, 보존서고, 자유열람실
- 3층 : 종합자료실, 문화강좌실

## 대출가능한 자료의 종류와 수, 기간
- 도서자료는 14일간 3권 대출할 수 있으며, 1회에 한하여 7일 연장이 가능하다.
- DVD는 1회 1점 7일간 대출 가능하며, 연기는 불가하다.
- 대출 예약 : 1인 3권까지 홈페이지에서 신청 가능하다.

## 개방 시간
| 이용 시간    | 화~토요일                                  | 화~토요일     | 일요일        | 일요일        |
| ------------ | ------------------------------------------ | ------------- | ------------- | ------------- |
| 어린이자료실 | 09:00 - 18:00                              | 09:00 - 18:00 | 09:00 - 17:00 | 09:00 - 17:00 |
| 종합자료실   | 09:00 - 18:00                              | 09:00 - 18:00 | 09:00 - 17:00 | 09:00 - 17:00 |
| 디지털자료실 | 09:00 - 18:00                              | 09:00 - 18:00 | 09:00 - 17:00 | 09:00 - 17:00 |
| 자유학습실   | 08:00 - 22:00 (단, 월요일은 09:00 - 18:00) |               |               |               |

- 디지털자료실은 중학생 이상 1인당 1회, 1회 2시간 이용할 수 있다.

## 정기휴관일
- 매주 월요일, 법정공휴일, 임시휴관일